# 德米特里·鲍格莫洛夫

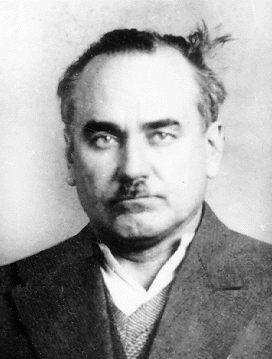
鲍格莫洛夫

德米特里·瓦西里耶维奇·鲍格莫洛夫（羅馬化：Dmitriy Vasilyevich Bogomolov；1890年6月16日—1938年7月5日），苏联外交官。

## 生平
1890年出生于圣彼得堡，1927年至1929年担任苏联驻波兰全权大使，1933年至1937年担任驻中国全权大使。1935年担任中苏文化协会名誉会长。1937年8月20日，鲍格莫洛夫在中国南京与中国外长王宠惠签署了《中苏互不侵犯条约》。1938年因为“肃反运动”死于莫斯科科穆纳尔卡射击场。